# Evangelina Pérez Zaragoza
Evangelina Pérez Zaragoza (Vista Hermosa de Negrete, Michoacán, 2 de agosto de 1950) es una política mexicana, miembro del Partido Acción Nacional (PAN). Ha sido senadora y diputada federal.

## Biografía
Tiene estudios de Enfermería en el Colegio del Sagrado Corazón de Jesús en la ciudad de Zamora, Michoacán. De forma posterior trasladó su residencia al estado de México, donde desarrolló su carrera política.
Miembro del PAN desde 1988. De 1989 a 1990 fue secretaria de Promoción Política de la Mujer del comité municipal del partido en Atizapán de Zaragoza, en 1992 responsable de capacitación en la Secretaría de Promoción Política de la Mujer y luego de 1994 a 1997 titular de la misma secretaría en el comité estatal del PAN en el estado de México. Además fue consejera política estatal y nacional. En 1997 fue presidente del patronato del voluntariado del DIF y de 1998 a 1999 fue subdirectora de Desarrollo Social, ambos en el ayuntamiento del municipio de Naucalpan de Juárez que presidió José Luis Durán Reveles.
En 1994 había sido elegida senadora suplente por primera minoría, siendo senador propietario Luis Felipe Bravo Mena para las Legislaturas LVI y LVII que concluirían en 2000. En 1999 Luis Felipe Bravo Mena solicitó licencia a la senaduría para ser presidente nacional del PAN, asumiendo Evangelia Pérez Zaragoza el cargo el 17 de marzo de aquel año y permaneció en él hasta el fin del periodo constitucional el 31 de agosto de 2000. En este periodo, fue secretaria de la Mesa Directiva, y presidente de la comisión de Asistencia Social.
Al término de su periodo como senadora fue, de 2000 a 2001, directora del DIF de Atizapán de Zaragoza. Dejó dicho cargo después que el 5 de septiembre de 2001, su hija María de los Ángeles Taméz Pérez, en ese momento regidora del mismo ayuntamiento de Atizapán de Zaragoza fuera asesinada, presuntamente por investigar casos de corrupción del ayuntamiento que estaba presidido por Antonio Domínguez Zambrano. Por dicho caso serían detenidos como presuntos responsables del alcalde Domínguez Zambrano que fue exonerado después de cinco años en prisión, y David García Rodríguez su entonces secretario particular y Reyes Alpízar Ortiz, quienes permanecieron más de 17 años detenidos sin sentencia; posteriormente fueron liberados para seguir el proceso fuera de prisión y finalmente sentenciados a 35 años de prisión por su responsabilidad en el asesinato.
Evangelina Pérez Zaragoza permaneció alejada de la política hasta 2003 en que fue secretaria de Desarrollo Social del ayuntamiento de Naucalpan en la administración de Angélica Moya Marín; y luego aceptó ser postulada a diputada federal por vía de la representación proporcional, por lo que fue elegida a la LIX Legislatura; en ella fue integrante de las comisiones de Asuntos Indígenas; de Atención a Grupos Vulnerables; y, de Equidad de Género.